# Ibrahim Drešević
Ibrahim Drešević, né le 24 janvier 1997 à Fuxerna en Suède, est un footballeur international kosovar, qui évolue au poste de défenseur central à Machida Zelvia.

## Biographie

### Carrière en club
Ibrahim Drešević est formé à l'IF Elfsborg. Il joue son premier match en professionnel le 25 août 2016, lors d'une rencontre de Coupe de Suède remportée par sept buts à zéro face au modeste club de l'IK Gauthiod. Il joue son premier match en Allsvenskan le 10 septembre de la même année, face au Kalmar FF (1-1).
Le 31 janvier 2019, lors du mercato hivernal, Drešević signe en faveur du club néerlandais du SC Heerenveen. Il joue son premier match sous ses nouvelles couleurs le 16 février 2019 contre le PSV Eindhoven, en championnat. Il entre en jeu et les deux équipes se neutralisent (2-2).
Il inscrit son premier but en Eredivisie le 4 août 2019, lors de la première journée de championnat, sur la pelouse de l'Heracles Almelo (victoire 0-4). Une semaine plus tard, il récidive en marquant un deuxième but lors de la réception du Feyenoord Rotterdam (score : 1-1).
Après avoir déclaré qu'il ne prolongerait pas avec le SC Heerenveen, Ibrahim Drešević quitte le club librement à l'été 2022 pour rejoindre le club turc du Fatih Karagümrük. Le transfert est annoncé le 24 juin 2024.
Le 18 janvier 2024, Drešević prend la direction du Japon afin de s'engager en faveur du Machida Zelvia.

### En sélection
En sélection, Ibrahim Drešević représente dans un premier temps la Suède. Il joue notamment deux matchs avec les moins de 17 ans en avril 2014.
Avec les moins de 19 ans, il inscrit un but en mars 2016, contre la Slovénie. Ce match perdu 1-3 rentre dans le cadre des éliminatoires du championnat d'Europe des moins de 19 ans 2016.
Le 7 septembre 2019, il figure pour la première fois sur le banc des remplaçants de l'équipe du Kosovo, mais sans rentrer en jeu, lors d'une rencontre face à la Tchéquie. Ce match gagné 2-1 rentre dans le cadre des éliminatoires de l'Euro 2020. Ibrahim Drešević honore finalement sa première sélection avec l'équipe nationale du Kosovo le 10 octobre 2019, en amical face à Gibraltar. Il est titulaire lors de cette rencontre qui se solde par la victoire des siens (1-0).